# Sesbania hobdyi
Sesbania hobdyi är en ärtväxtart som beskrevs av Degener. Sesbania hobdyi ingår i släktet Sesbania och familjen ärtväxter. Inga underarter finns listade i Catalogue of Life.